# Umweltschutz in der Seeschifffahrt
Der Umweltschutz in der Seeschifffahrt, international oft als Green Shipping bezeichnet, hat seit mehreren Jahrzehnten an Bedeutung gewonnen.
Die Motoren von Hochseeschiffen emittieren Abgase in die Atmosphäre und flüssige und feste Schiffsabfälle ins Meerwasser. 
Im Meer gibt es Ökosysteme (siehe auch Meeresschutz).
Verschiedene Rechtsabkommen und freiwillige Initiativen enthalten Regeln zu dieser Verschmutzung. Es gibt zahlreiche schiffbauliche Konzepte, die einen umweltfreundlicheren Schiffsbetrieb zum Ziel haben. Wenn Schiffe schneller fahren, steigt ihr Kraftstoffverbrauch exponentiell. Angesichts hoher Ölpreise lohnt sich für viele Hochseeschiffe das Slow steaming.

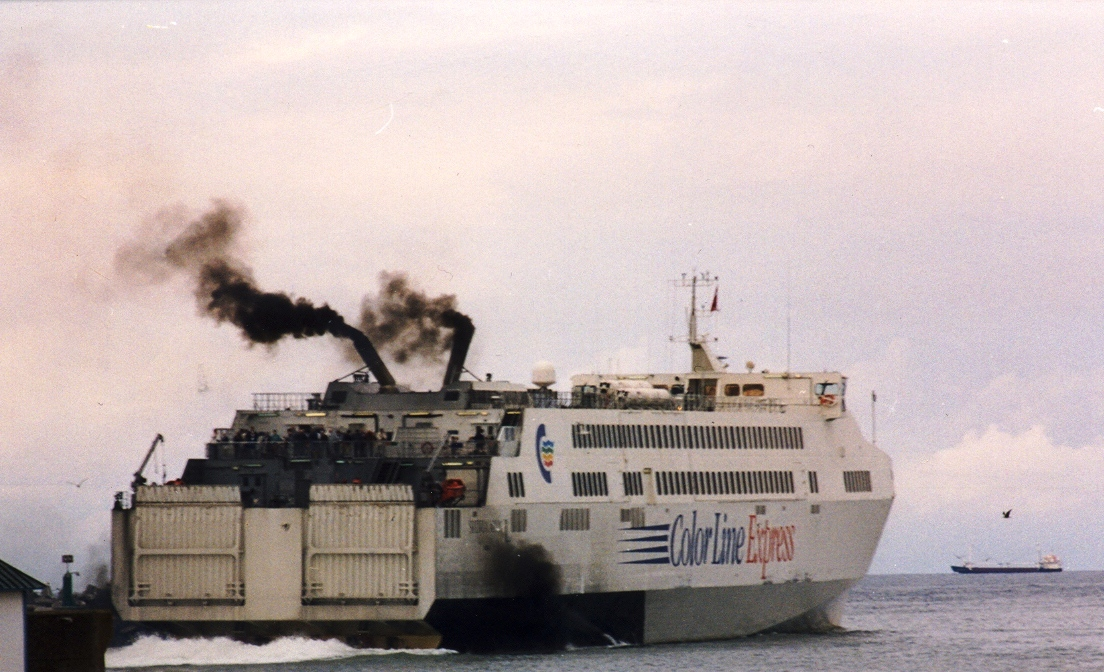
Abgasfahne einer Schnellfähre beim Auslaufen

## Übersicht der Umweltbelastungen durch die Seeschifffahrt

### Schiffsantriebe

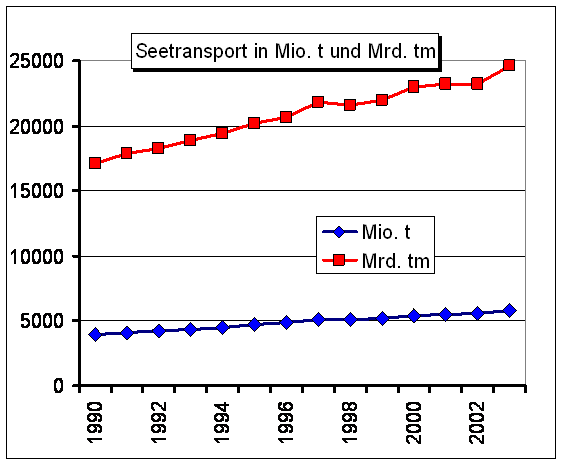
Entwicklung des globalen Güterverkehrs in Mio. Tonnen und der Transportleistung in Mrd. Tonnen-Meilen (tm) über See

Die Seeschifffahrt ist der weitaus größte Verkehrsträger der Weltwirtschaft.  Ohne sie wäre die Globalisierung seit dem Zweiten Weltkrieg nicht möglich gewesen. Die Seeschifffahrt erbrachte im Jahr 2000 eine Transportleistung von rund 42.500 Mrd. Tonnen-Kilometer. Ihr spezifischer Energieverbrauch (= SEC = Energieverbrauch pro Tonne und Transportkilometer) ist mit 5–10 g/t km weitaus geringer als bei anderen Transportmitteln wie Frachtflugzeug (400–600 g/t km), Eisenbahn und Lastkraftwagen. Die Transportgeschwindigkeit ist dagegen relativ gering. Die in den vergangenen 10–15 Jahren extrem gestiegenen Brennstoffpreise (1999 = 60 $/t Schweröl; 2013 = 600 $/t Schweröl) haben dazu geführt, dass z. B. Containerschiffe langsamer fahren und dadurch erheblich weniger Brennstoff verbrauchen. Außerdem werden Maßnahmen getroffen, um durch Propulsion verbessernde Maßnahmen (Leitflächen vor und hinter dem Propeller) und Reibungsverringerung (Luftschmierung) die Antriebsleistung zu reduzieren.
Marinedieselöl hat einen relativ hohen Schwefelgehalt; die Abgase von Schiffsdieselmotoren enthalten deshalb viel Schwefeldioxid. Der Schwefelgehalt von Schweröl beträgt im Mittel 2,5 Prozent. Ein geringer spezifischer Energieverbrauch bedeutet auch eine geringe CO2-Belastung; der CO2-Ausstoß ist bei Antrieben mit Verbrennungskraftmaschinen etwa mit dem Faktor 3 proportional dem Kraftstoffverbrauch. Der NOx-Ausstoß und die Schwefeldioxid-Emissionen hängen vom Verbrennungsprozess beziehungsweise vom Schwefelgehalt im Kraftstoff ab; sie sind durch die Art des Brennstoffs direkt beeinflussbar.

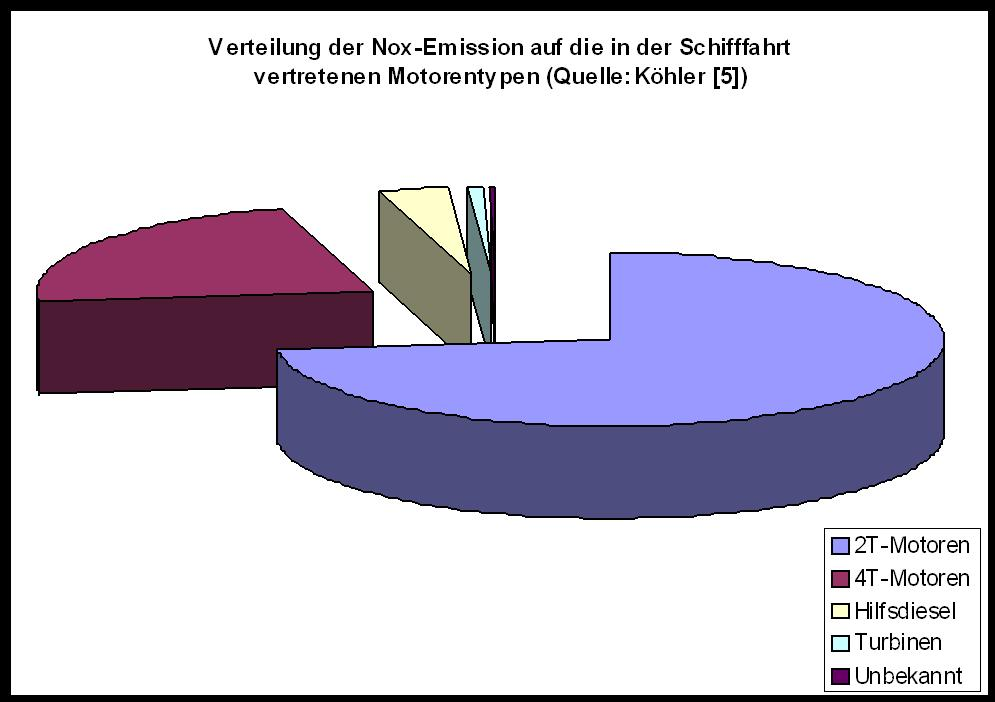
Verteilung der NO_{x}-Emissionen auf die in der weltweiten Schifffahrt vertretenen Antriebsanlagen und Hilfsdiesel

In der Schifffahrt entstehen wie bei den anderen Verkehrsträgern (Pkw, Lkw, Flugzeug, Eisenbahn) Umweltbelastungen durch Abgase, Abfälle, Öl, Abwasser und Fluorchlorkohlenwasserstoffe, Stickoxide, CO2 und Schwefeldioxid im Abgas. Der maximale NOx-Ausstoß wird seit dem Jahr 2000 mit einer IMO-Vorschrift geregelt. Die Hersteller von Schiffsmotoren, wie MAN B & W, Wärtsilä/Sulzer AG, Mitsubishi, MaK, MTU, Deutz und andere haben verschiedene Verfahren erforscht und ihre Motoren entsprechend weiterentwickelt. Moderne Motoren erfüllen diese Vorschriften durch eine Steuerung der innermotorischen Verbrennung. Höhere Anforderungen werden durch eine direkte oder indirekte Wasserzugabe erreicht und höchste Anforderungen durch motorexterne Maßnahmen, z. B. mit einem nachgeschalteten Katalysator oder Abgasrückführung.

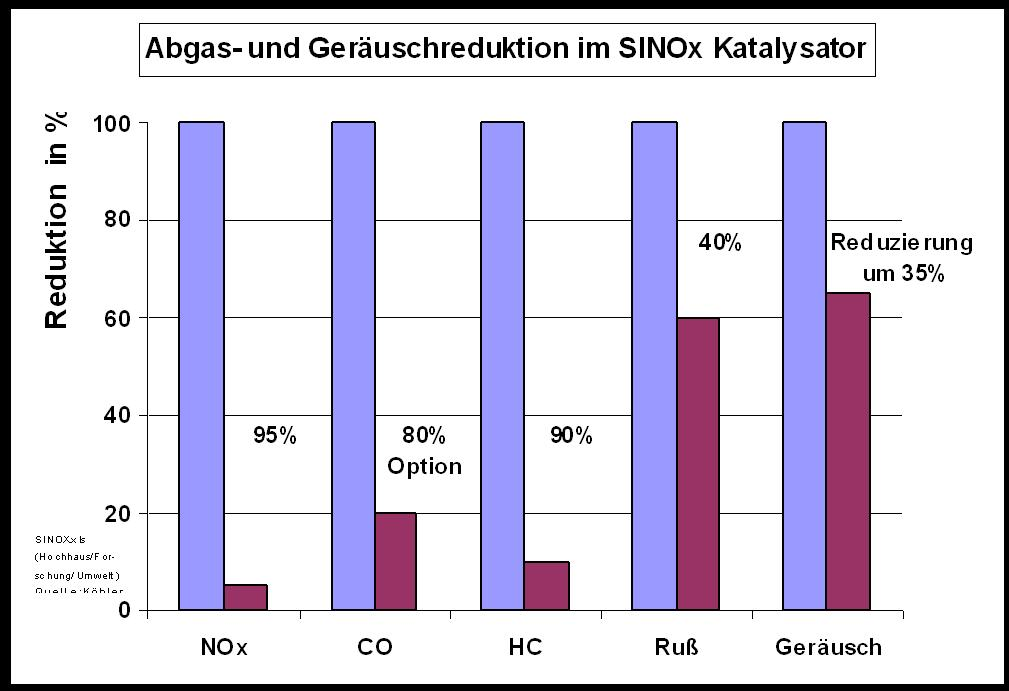
Reduktion von Stickoxiden, Kohlenwasserstoffen, Ruß und Lärm durch den SINOx-Katalysator für Schiffe

In „Köhler, H. W.: Beurteilung der NOx-Emission durch die weltweite Schifffahrt Schiff und Hafen, Nr. 11/2002“ ist das Ergebnis einer von MAN B&W durchgeführten Studie zur weltweiten NOx-Umweltbelastung durch die Schifffahrt dargestellt. Die Grundlagen dieser Studie waren die Emissionscharakteristiken der Haupt- und Hilfsmaschinen von Schiffen, realistische Randbedingungen für den Betrieb wie Einsatzdauer, Belastung, Art des Brennstoffes und reale spezifische Brennstoffverbräuche der Motoren. Weltweit sind mehr als 90.000 Schiffe mit einer Vermessung von mehr als 100 BRZ registriert, deren 117.000 Antriebsmotoren über eine Nennleistung von insgesamt 286 Mio. Kilowatt verfügen, d. h. im Mittel 3.200 Kilowatt Antriebsleistung pro Schiff. Für die Hilfsmotoren wurden 30 Mio. Kilowatt Nennleistung angegeben.
Das Ergebnis dieser Studie war, dass die internationale Schifffahrt im Jahr 2001 rund 282 Mio. Tonnen Brennstoff verbrauchte und mit 23,5 Mio. Tonnen NOx etwa 15 Prozent der von Menschen verursachten globalen NOx-Emission verursachte. Die jährliche globale NOx-Emission betrug rund 195 Mio. t, etwa 156 Mio. t davon wurden vom Menschen durch Industrie, Verkehr und Hausbrand verursacht. Der Schiffs- und Luftverkehr war daran mit insgesamt 26,4 Mio. Tonnen beteiligt.
Der Schwefeldioxidausstoß der Schiffsmotoren hängt vom verwendeten Brennstoff ab. In der Seeschifffahrt wird heute vorwiegend hochviskoses Schweröl verbrannt, das auf 100–140 °C erhitzt wird, um die benötigte Einspritzviskosität zu bekommen. Ein preisgünstiger Kraftstoff, der Preis schwankte zwischen 1999 und 2009 etwa zwischen 60 und 600 US-Dollar/Tonne (entsprechend 0,06–0,60 USD pro Liter). Die Alternative wäre das fast doppelt so teure Marinedieselöl (MDO) oder schwefelarmes Schweröl mit 0,6–0,9 Prozent Schwefel, das gegen Aufpreis an vielen Bunkerstationen angeboten wird. Alle diese Treibstoffe sind bisher wegen des grenzüberschreitenden Verkehrs und mangelnder Einigkeit der globalen Staatengemeinschaft steuerfrei. Im Schweröl darf laut Internationaler Seeschifffahrts-Organisation (IMO) bis zu 4,5 Prozent Schwefel enthalten sein, der mittlere Schwefelgehalt liegt um zwei bis drei Prozent.
Mit Hilfe des von der Seeschifffahrt verbrauchten Brennstoffes (überwiegend Schweröl) lassen sich auch die CO2- und SO2-Emissionen überschlägig bestimmen. So wurden 2001 etwa 800–900 Mio. Tonnen CO2 und 10–14 Mio. Tonnen Schwefeldioxid bei zwei bis drei Prozent Schwefelgehalt im Brennstoff von Schiffen in die Atmosphäre abgegeben. Lloyd’s Register of Shipping gab 10 Mio. Tonnen pro Jahr SO2 und 9,3 Mio. Tonnen pro Jahr NOx an.
Im Rahmen eines AiF-Forschungsvorhabens an der Technischen Universität Hamburg-Harburg wurden verschiedene Verfahren zur NOx-Reduzierung auf Schiffen verglichen. Es wurde eine Hilfestellung erarbeitet, mit der Werften und Reedereien klare Entscheidungskriterien für eine schadstoffmindernde Aus- oder Umrüstung ihrer Schiffe erhalten.

### Schwefel-Reduzierung

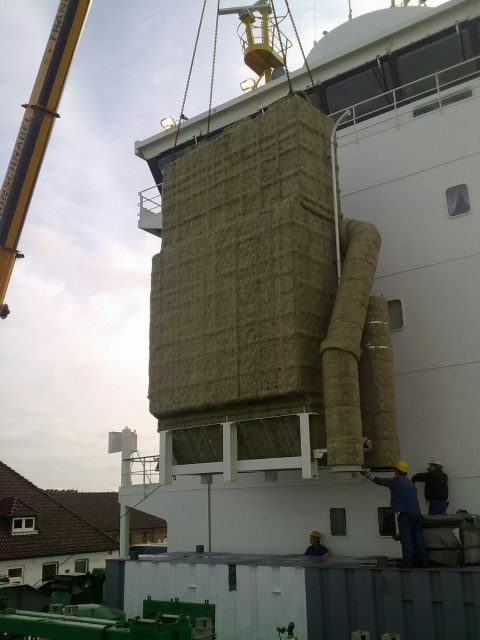
Einbau der Entschwefelungsanlage der Timbus

Auf der Timbus, einem Schiff der Reederei Rörd Braren aus Kollmar, wurde Ende 2009 eine Entschwefelungsanlage eingebaut, um die Anlage im Seebetrieb zu testen. Hier werden im Rahmen eines Forschungsvorhabens der TU Hamburg-Harburg und der 'Couple Systems GmbH' Untersuchungen im realen Schiffsbetrieb zur Rauchgasentschwefelung durchgeführt. Dabei handelt es sich um ein „trockenes Verfahren“, das sich in Landkraftwerken bewährt hat. Zwei andere Verfahren in der Schiffstechnik werden als „nasse Verfahren“ bezeichnet, sie arbeiten mit Frischwasser oder auch Seewasser.
Anfang 2010 hat der Hersteller Alfa Laval Aalborg B.V. eine Entschwefelungsanlage auf Basis des nassen Systems an Bord der „Tor Ficaria“ der dänischen Reederei „DFDS Tor Line“ installiert. Dieses Hybridsystem kann mit Frischwasser oder mit Seewasser betrieben werden. Der Nasswäscher reinigt die durchlaufenden Abgase des Hauptmotors vom Typ MAN B&W 9L60MC-C (Gesamtleistung rund 21 Megawatt).

### Ölschlamm

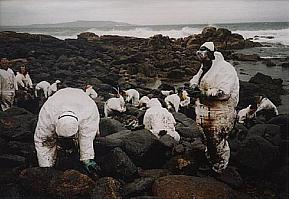
Freiwillige beim Säubern eines Strandabschnitts (Galicien, März 2003)

Auch wenn die spektakulären Unfälle wie Exxon Valdez, Erika oder Prestige die Öffentlichkeit in regelmäßigen Abständen aufrütteln, stellt auch die illegale Entsorgung von Ölrückständen eine große Belastung für die Umwelt dar. Die Ölrückstände entstehen auf den Schiffen vorwiegend bei der Reinigung des Schweröls. Etwa ein Prozent (weltweit rund 2,8 Mio. Tonnen) des Schweröls bleibt nach der Separierung und Filterung als Ölschlamm zurück. Auch bei der Schmierölreinigung und bei der Bilgenwasserentölung fällt Ölschlamm an. Mit Bilge werden die tiefsten Bereiche in den Maschinen- und Laderäumen bezeichnet, die an den beiden Schiffsseiten Kondensat und Leckagewasser sammeln. In den Maschinenraumbilgen befindet sich ein Gemisch aus Seewasser, Frischwasser, Schweröl, Schmieröl, Kaltreinigeremulsionen und Schmutz. Dieses Gemisch, als Bilgenwasser bezeichnet, wurde früher mit der Lenzpumpe nach außenbords gepumpt.
Zur Reinigung ist inzwischen ein Bilgenwasserentöler (OWS=Öl-W) vorgeschrieben, der das Bilgenwasser vom Öl reinigt. Zugelassen ist ein Restölgehalt von 15 ppm, d. h. 15 Gramm Öl pro 1.000 Liter Bilgenwasser, in NSA (National Special Areas) gilt ein Restölgehalt von <5 ppm, d. h. 5 Gramm pro 1.000 Liter Bilgenwasser. Dieser Grenzwert wird von der MARPOL-Anlage I, Resolution MEPC 107 (49) vorgegeben und wird durch eine Messeinrichtung überwacht. Bei Überschreitung wird Alarm ausgelöst und das nicht einleitfähige Bilgenwasser wird zurück in die Bilge gepumpt. Das Außenbordventil ist damit automatisch geschlossen. Die anfallende Menge an Bilgenwasser ist von der Art und Größe, aber auch vom Zustand und Alter der Schiffe abhängig. Die IMO rechnet im Mittel mit etwa 2–3 m³ pro Schiff und Tag, das sind hochgerechnet 1.000–1.500 t Bilgenwasser je Schiff und Jahr. Das im Bilgewasserentöler (OWS) getrennte Altöl wird in einem Altöltank gesammelt.
Für das Ballastwasser (nicht Bilgenwasser) in Öltankern gelten höhere Grenzwerte (technisch wären niedrigere, also bessere Grenzwerte möglich). Der Ölschlamm wird in Schlammtanks gesammelt und im Hafen abgegeben, wenn die entsprechende Infrastruktur vorhanden ist. Dass dies nicht immer der Fall ist, wurde von einem erfahrenen Kapitän beschrieben. Aber auch die Entsorgungskosten sind ein Grund, eine illegale Ölschlammentsorgung ins Meer durchzuführen, obwohl Öltagebücher mit Eintragung der gebunkerten Brennstoffe und entsorgten Ölschlämme vorgeschrieben sind.

### Ballastwasser

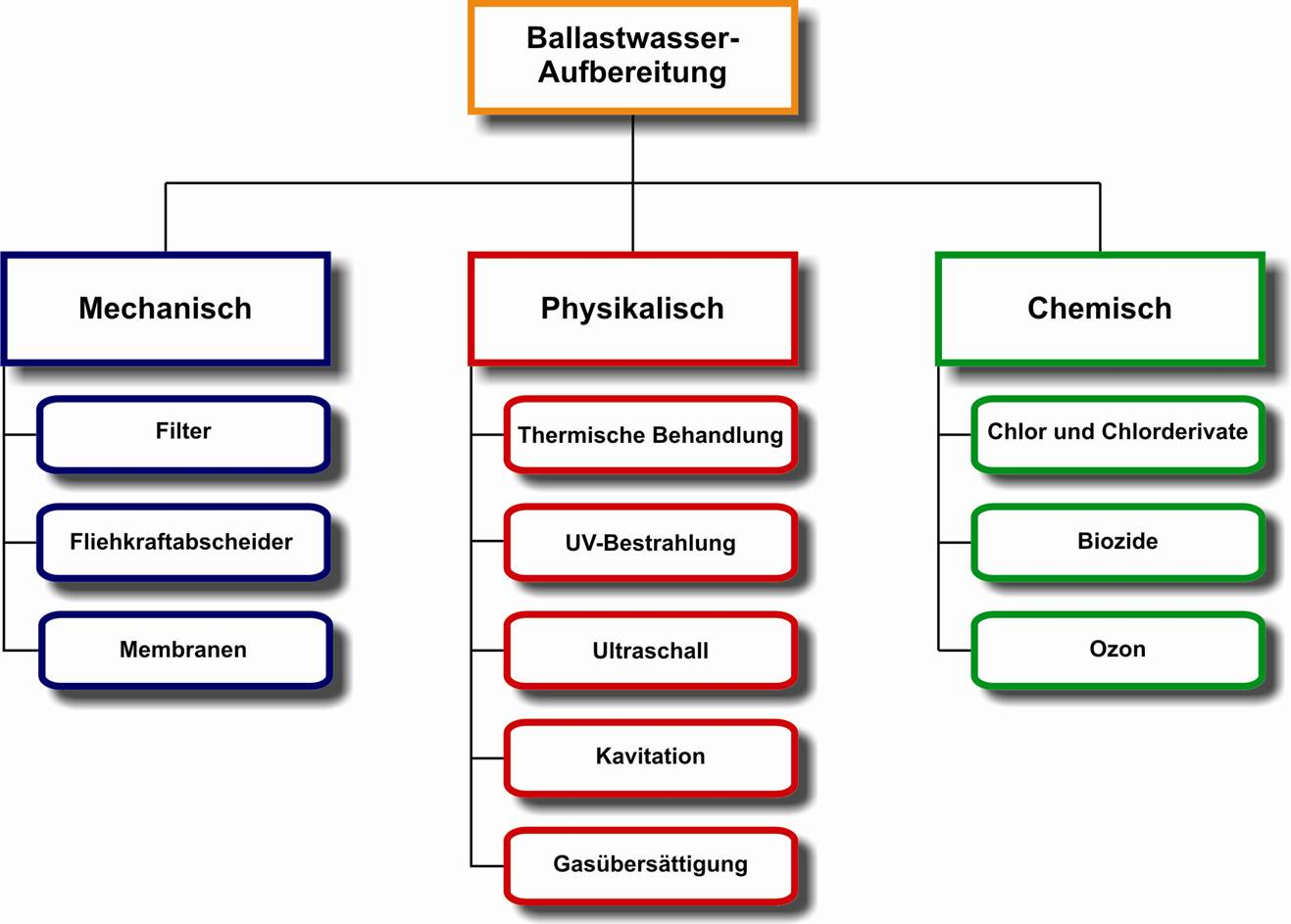
Klassifizierung von Verfahren zur Ballastwasseraufbereitung

Schiffe tragen mit ihrem für die Schiffsstabilität nötigen Ballastwasser Organismen wie beispielsweise kleine Fische, Plankton oder auch Keime um die Welt. Inzwischen haben sich auf diese Weise weltweit zahlreiche fremde Arten an Orten angesiedelt, in denen sie ursprünglich nicht zuhause sind. Die Folgekosten für Schäden, die durch eingeschleppte Organismen hervorgerufen werden, können zwar kaum beziffert werden, die Einwanderung invasiver Lebewesen erzeugt aber vor allem deshalb in ihren neuen Verbreitungsgebieten Probleme, weil sie sich anfangs oft ungehindert von ortsansässigen Konkurrenten, Fressfeinden und Parasiten behaupten und schlimmstenfalls unkontrolliert vermehren können.
2004 wurde von der IMO das internationale Ballastwasser-Übereinkommen verabschiedet, dessen Inkrafttreten in den nächsten Jahren zu erwarten ist. Es werden zwei Standards definiert, im sogenannten Ballast Water Exchange Standard muss aufgenommenes Ballastwasser auf hoher See bei einer Entfernung von mindestens 200 Seemeilen zur nächsten Küste und bei einer Wassertiefe von mindestens 200 Metern so ausgetauscht werden, dass ein volumetrischer Austauschgrad von mindestens 95 Prozent erreicht wird.
Im Ballast Water Performance Standard wird die Anzahl an Wasserorganismen und Bakterien im auszutauschenden Ballastwasser reglementiert, so dass ein Ballastwassermanagement, d. h. die Aufbereitung von Ballastwasser, unumgänglich ist. Der Austausch von Ballastwasser kann in der Praxis mit drei unterschiedlichen Verfahren erfolgen. Die Systeme der Ballastwasseraufbereitung können nach ihrem Wirkprinzip in mechanische, physikalische und chemische Verfahren unterteilt werden. Im Allgemeinen werden diese Verfahren kombiniert eingesetzt. So werden beispielsweise mechanische Filter zusammen mit UV-Strahlern (physikalisch) und/oder letalen Chemikalien kombiniert. Bei allen Systemen muss für die Ballastwasseraufbereitung elektrische bzw. thermische Energie aufgebracht werden. Neben dieser zusätzlichen Energieerzeugung in Form elektrischen Stroms führt bei einigen Verfahren der Einsatz von Chemikalien zu einer Steigerung der Betriebskosten eines Schiffes.

### Abwässer

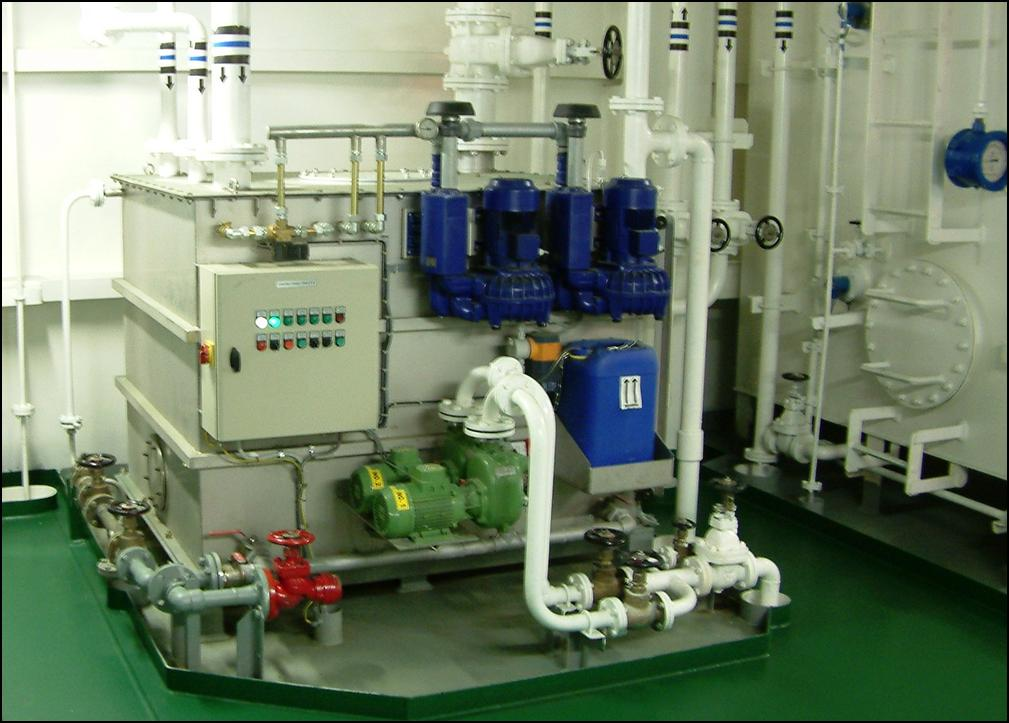
Blick auf eine Abwasseranlage im Maschinenraum eines modernen Containerschiffes

Für die rund 90.000 Schiffe der Frachtschifffahrt werden in der Literatur etwa 600.000 bis 800.000 Besatzungsmitglieder angegeben. Auf den rund 400 Passagierschiffen fallen 40 bis 60 Millionen Personentage an, die sich unter Berücksichtigung der Besatzung in 200.000 bis 250.000 ständige Personen umrechnen lassen. Damit ergeben sich insgesamt rund 1 Million Menschen in der Berufsschifffahrt, deren Müll und Abwässer zu entsorgen sind. Nicht enthalten sind die Fischereiflotten, die küstennahe Inselfahrt und die Sportschifffahrt mit ihren ungezählten Segel- und Motorbooten.
Für die Abwasseraufbereitung wurden von der Schiffbauzulieferindustrie kompakte biologische Abwasseranlagen entwickelt, die inzwischen Stand der Technik sind und auf nahezu allen Seeschiffen installiert wurden. Für besonders geschützte Meeresgebiete wie z. B. die Polarregionen sind Anlagen mit der hocheffektiven Membrantechnologie vorgeschrieben. Die erste Generation hat sich im Bordeinsatz bewährt. Auf dem Forschungsschiff Polarstern befindet sich beispielsweise eine kompakte Anlage.

### Müllentsorgung auf See
Bis weit in die 1980er Jahre wurden industrielle Abfälle wie beispielsweise Dünnsäure in der Nordsee verklappt oder Chemieabfälle auf See verbrannt. Die Entsorgung von Industrieabfällen wurde inzwischen verboten. Die industrielle Verbrennung von Landmüll auf See gehört ebenfalls der Vergangenheit an. Kleine Müllverbrennungsanlagen für die Entsorgung des an Bord entstandenen Mülls finden sich jedoch weiterhin auf einem Großteil der Seeschiffe. Auch in diesem Bereich sind die einzuhaltenden Richtlinien strenger geworden, ein generelles Verbot ist aber, trotz einzelner Bemühungen, bis auf Weiteres nicht in Sicht.

### Antifouling-Anstriche
TBT ist die englische Abkürzung für Tributylzinn-Verbindungen. Die Gefahren durch TBT-haltige Antifouling-Anstriche am Unterwasserschiff sind bewiesen; die IMO (Internationale Seeschifffahrts-Organisation) hat im Oktober 2001 beschlossen, sie zu verbieten. Seit dem 1. Januar 2003 dürfen sie nicht mehr eingesetzt werden. Es wurden TBT-freie Anstriche entwickelt, die Kupfer und andere Biozide enthalten. Außerdem werden biozidfreie Beschichtungen entwickelt und eingesetzt; sie haben Standzeiten von 24 bis 36 Monaten. Seit dem 1. Januar 2003 sind TBT-haltige Neuanstriche verboten, seit 2008 dürfen sie auch im Strahlgut der Werften nicht mehr enthalten sein.

### FCKW-/Halon-Verbot

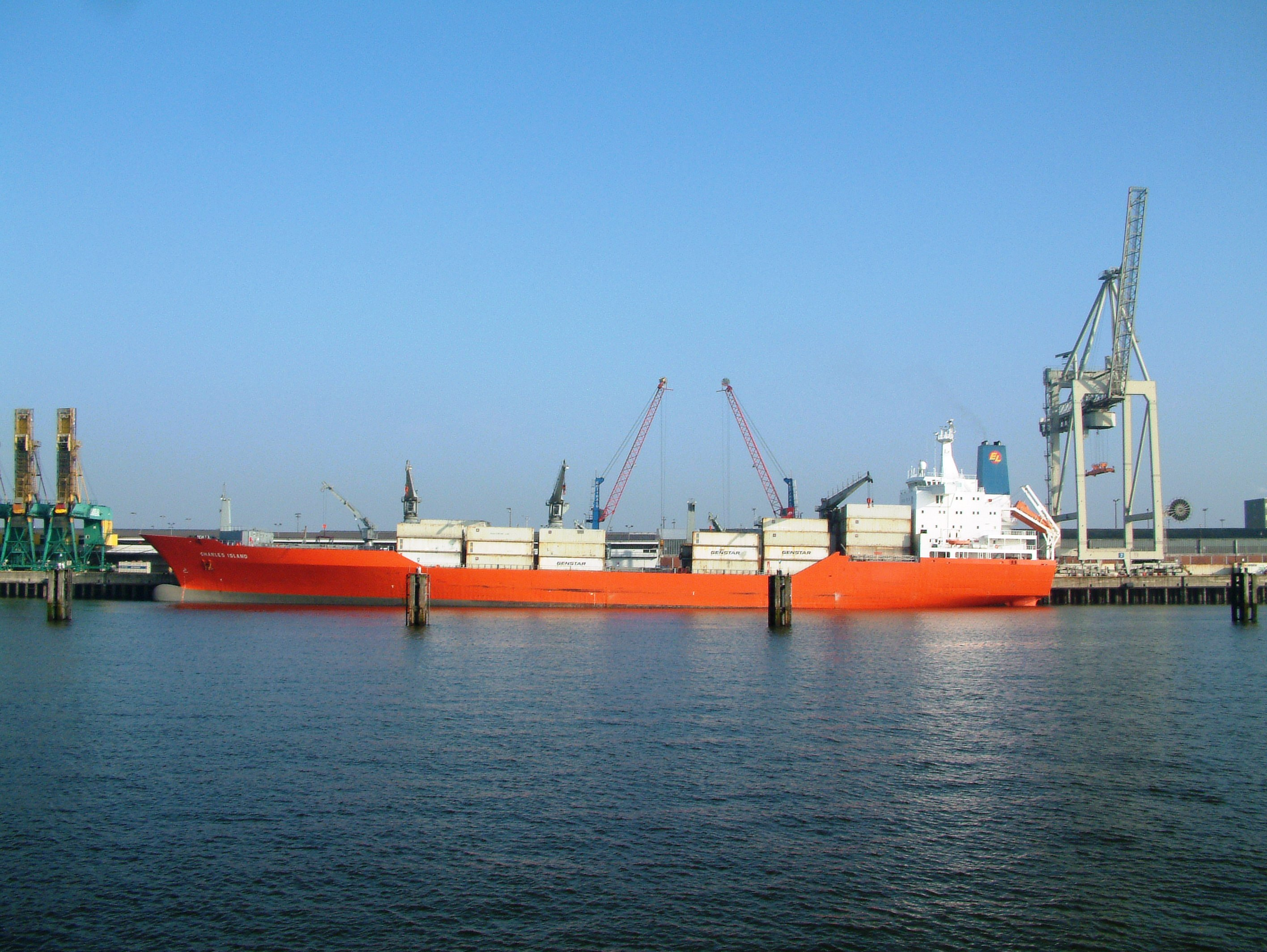
Albemarle-Island-Klasse, Kühlschiffe mit Ammoniak als Kältemittel

Das Montrealer Protokoll von 1987 regelt den Verzicht auf ozonschädigende Stoffe. Am 6. Mai 1991 trat daraufhin in der Bundesrepublik Deutschland die Verordnung zum Verbot von bestimmten, die Ozonschicht abbauenden Halogenkohlenwasserstoffen (FCKW-Halon-Verbots-Verordnung) in Kraft, welche die Verwendung und Lagerung von Halonen seit Ablauf der Aufbrauchsfrist am 31. Dezember 1993 verbietet (die Verordnung wurde am 1. Dezember 2006 durch die Chemikalien-Ozonschichtverordnung abgelöst). Die früher verwendeten Halon-Feuerlöschanlagen sind seitdem verboten.
Auch die Verwendung der Kältemittel R12 und R22 soll nach dieser Verordnung beendet werden, eine Umrüstung auf das umweltfreundlichere R134a und andere Produkte wurde durchgeführt. Das früher verwendete, zwischenzeitlich aufgrund seiner Giftigkeit verbotene, aber umweltfreundlichere Ammoniak wurde wieder zugelassen und auf einigen Schiffen eingesetzt.

### Schiffsabbruch

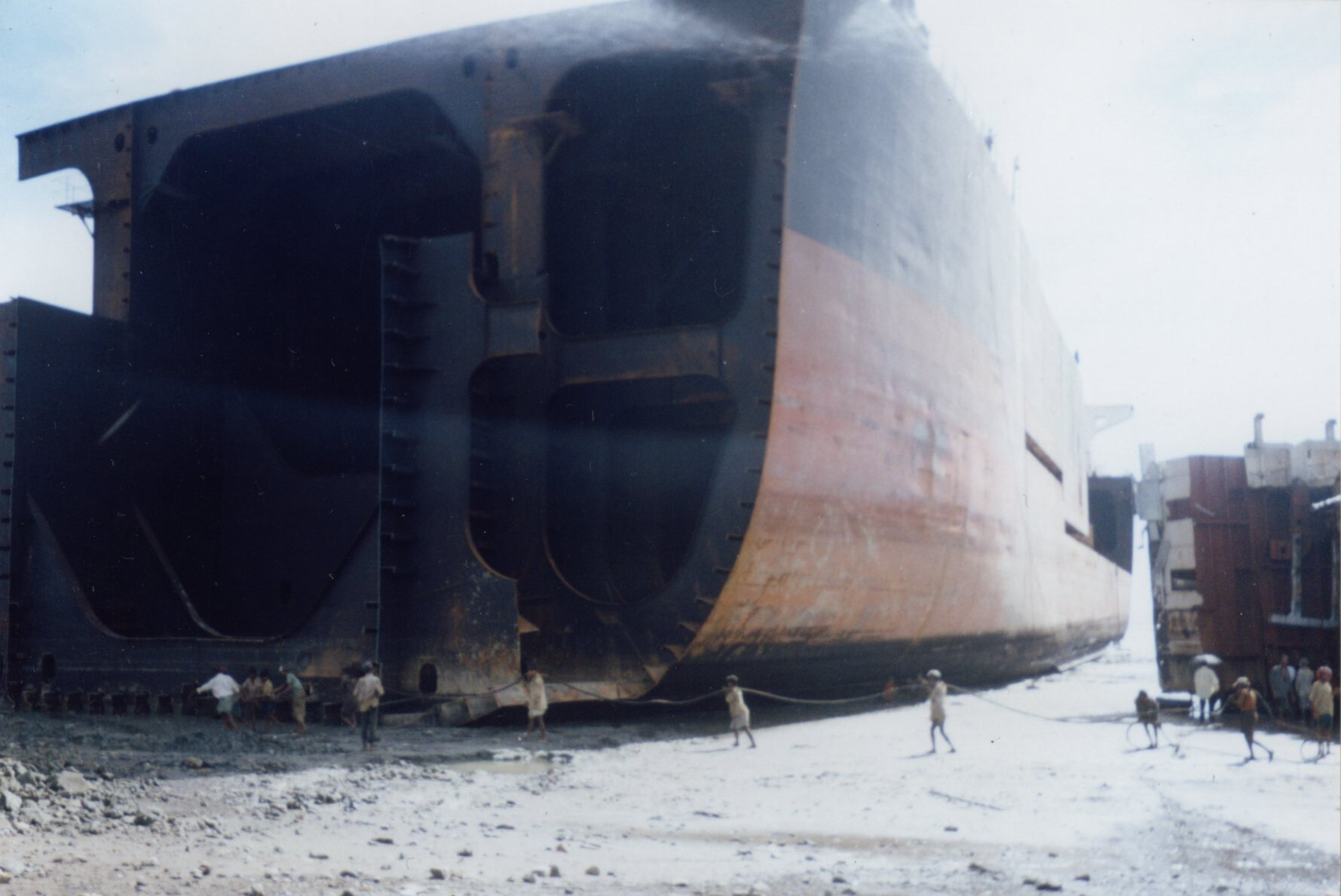
Abwrackung in Bangladesch

Der überwiegende Teil der weltweit verschrotteten Schiffstonnage wird in Asien auf flachen Stränden – nicht in Abbruchwerften – abgewrackt. Durch die dort praktizierte Art der Verschrottung mit einfachsten Mitteln gelangen zahlreiche Schadstoffe in die Umwelt. Es gibt Bemühungen seitens der IMO, weltweit einheitliche Voraussetzungen zur Demontage von Schiffen zu schaffen. Auch die EU beschäftigt sich mit dem Thema. Ziel ist eine umweltgerechtere Zerlegung der ausgemusterten Schiffe auch in den bisherigen Substandard-Abwrackzentren. Dieser Themenkomplex ist gleichzeitig eng mit der Schaffung sicherer Arbeitsbedingungen auf den Abwrackwerften verbunden.
Zwei Faktoren tragen seit 2009 zu einer hohen Zahlen von Schiffsabbrüchen bei: zum einen verdrängen neue große Schiffe kleinere alte Schiffe; zum anderen gibt es in vielen Segmenten der Handelsschifffahrt eine seit Mitte 2008 anhaltende Schifffahrtskrise, die bewirkt, dass (anders als in Boomjahren) die relativ kleinen älteren Schiffe kaum noch Beschäftigung finden. Bei Schrottpreisen von etwa 500 US-Dollar pro Tonne (Stand 2012) kommen Schiffseigentümer auch an (teilweise dringend benötigte) Liquidität; manche von ihnen können es sich nicht (mehr) leisten, Schiffe in der Hoffnung auf bessere Zeiten vorübergehend stillzulegen.

## Internationale Rechtsabkommen
Die International Maritime Organization (IMO), eine Unterorganisation der UNO, hat dafür gesorgt, dass international verbindliche Regeln für den maritimen Umweltschutz aufgestellt wurden. Diese Regeln, wie z. B. das Internationale Übereinkommen zur Verhütung der Meeresverschmutzung durch Schiffe durch Schiffe von 1973, 1978 ergänzt (Marpol 73/78; Marpol = Marine Pollution) sind von den schifffahrttreibenden Nationen einzuhalten. Diese Regel wurde ergänzt und fortgeschrieben mit den Regeln zur Reduzierung der Schadstoffemissionen. Das Helsinki-Abkommen (1974) schützt die Meeresumwelt der Ostsee und ihre Zugänge und das OSPAR-Abkommen (1992) die Meeresumwelt des Nordatlantiks und der Nordsee. Das Montreal-Abkommen (1987) zum Schutz der Atmosphäre regelt die Herstellung und Anwendung ozonschädlicher Substanzen (Halon, FCKW). Ein weiterer wichtiger Baustein wurde mit dem am 13. Februar 2004 von der IMO verabschiedeten Übereinkommen zur Überwachung und Behandlung von Ballastwasser und Sedimenten von Schiffen (International Convention for the Control and Management of Ships Ballast Water and Sediments) geschaffen.
Damit diese Regeln in Kraft treten, müssen sie mindestens von den Staaten ratifiziert werden, die über die Mehrheit der internationalen Tonnage verfügen. Diese internationalen Vorschriften wurden als globaler rechtlicher Rahmen geschaffen. Die Überwachung erfolgt durch nationale Instanzen wie z. B. die Klassifikationen, die Berufsgenossenschaften und die Hafenstaatenkontrollen.
Das 'Maritime Environment Protection Committee' (MEPC) der IMO hat Mitte 2013 entschieden, die MARPOL-Konvention dahingehend zu ändern, dass die strengeren Stickoxid-Grenzwerte (NOx) für die Schifffahrt nach Tier III erst 2021 statt 2016 in Kraft treten sollen. Begründet wurde dies mit dem angeblich unzureichenden Entwicklungsstand entsprechender Technologien. Tatsächlich lag dem MEPC der Bericht einer IMO-Arbeitsgruppe vor, in dem eine hinreichende Anzahl anwendungsreifer technischer Lösungen zur NOx-Reduzierung (wie etwa Scrubber, SCR-Systeme oder LNG-Antriebe) dokumentiert wird.
Mit Stand von 2024 sind noch 98,8 Prozent der Schiffe mit herkömmlichen fossilen Brennstoffen unterwegs. Bis 2030 sollen 40 Prozent aller Schiffe klimaneutral sein und bis 2050 die gesamte Flotte, so der Plan der IMO.

## Initiativen auf freiwilliger Basis

### Blauer Engel für Seeschiffe

Logo des Umweltzeichens „Der Blaue Engel“

Die Cellus bekam am 21. November 2002 als erstes Handelsschiff der Welt den Blauen Engel, ein Umweltzeichen, welches inzwischen von vielen umweltfreundlichen Produkten bekannt ist. Der Blaue Engel für umweltschonende Schifffahrt wird vom Umweltbundesamt verliehen und stellt hohe Ansprüche an den Reeder, die Besatzung und das Schiff mit seinen technischen Einrichtungen. Voraussetzungen sind gutes Personalmanagement, optimales Sicherheitsmanagement, gut funktionierendes Abfallmanagement, Aufbereitung von Ab- und Bilgenwasser, FCKW-freie Kältemittel, TBT-freier Unterwasseranstrich und geringere Schwefel- und Stickoxidemissionen in den Abgasen. All diese Anforderungen werden von Experten geprüft, abgenommen, bewertet und dokumentiert.
Die Cellus ist ein Schiff des Reeders Rörd Braren aus Kollmar. Zwei Schwesterschiffe der Cellus (Timbus und Forester) wurden im Zuge ihres Baues mit einem SCR-Katalysator ausgestattet.
Auf den drei baugleichen Schiffen erfolgt die Abgasnachbehandlung in einem Katalysator: in keramischen Elementen aus Titanoxid wird Harnstoff eingespritzt. Die als SCR-Katalysator (Selective Catalytic Reduction) bezeichnete Anlage reduziert die Stickoxide im Abgas, die unverbrannten Kohlen-Wasserstoffe (HC), Rußpartikel und Lärmemissionen. Diese Anlage wurde von der Siemens AG geliefert, die diese Technologie unter dem Namen SINOx für Kraftwerke entwickelt hat. In der Schifffahrt werden bisher rund 80 Anlagen eingesetzt.
Den Blauen Engel für umweltschonende Schifffahrt kann man als einen Paradigmenwechsel sehen (Auszeichnung, nicht Strafe).
Seit August 2008 kämpfen Reedereien weltweit mit einer Schifffahrtskrise; seitdem wird Umweltschutz mittels Slow steaming (Langsamfahren) praktiziert. Viele Schiffe haben je nach Marktlage nur eine Lebensdauer von 20 bis 25 Jahren; vor diesem Hintergrund ist es bislang (Stand 2012) unwahrscheinlich, dass ein Eigentümer einen SCR-Katalysator in einem gebrauchten Schiff nachrüsten wird.

### HELCOM
Die HELCOM ist eine zwischenstaatliche Kommission von Ostseeanrainerstaaten, welche Empfehlungen zum Schutz der Ostsee ausspricht. In diesem Zusammenhang umgesetzte Bonussysteme in Schweden setzen beispielsweise mit abgestuften Hafengebühren auf ein Umdenken der Schiffsbetreiber. Der Gebührenunterschied von bis zu 6.000 EUR für das Anlaufen eines schwedischen Hafens zwischen herkömmlichen und umweltfreundlichen Schiffen ist ein wesentlicher Anreiz für den Umweltschutz.

### Green Ship of the Future
Die im Jahr 2008 gegründete Initiative Green Ship of the Future ist ein Zusammenschluss von zurzeit fünfzehn dänischen Teilnehmern der maritimen Wirtschaft, darunter Unternehmen wie A. P. Møller-Mærsk, Odense Steel Shipyard, MAN Diesel und Aalborg Industries und mehreren dänischen Hochschulen, wie beispielsweise der Technical University of Denmark. Das Projekt beschäftigt sich mit der Entwicklung von Technologien, mit denen wesentliche Emissionsverringerungen in der Seeschifffahrt erreicht werden können. Die angestrebten Ziele sind hierbei eine Verringerung des Kohlendioxidausstoßes um 30 Prozent und die Verringerung des Ausstoßes von Stickoxiden und Schwefelanteilen um jeweils 90 Prozent.

## Trend zu größeren Schiffen
Große (VLCC) und sehr große (ULCC) Öltanker werden seit 1966 gebaut. ULCC-Tanker haben 320.000 bis 550.000 dwt; Lloyd’s Register of Shipping nennt (Stand Juli 2011) 300.000 dwt als Grenze. Zum Beispiel wurden vier ULCC-Großtankschiffe Mitte der 1970er Jahre in Frankreich gebaut (Batillus-Klasse: Lüa 414,22 m, Breite 63 m und 273.550 BRT). Der bislang längste Tanker entstand durch Verlängerung eines 1975/76 in Japan gebauten Tankers um 81 m auf 458,45 m Länge über alles (weiteres siehe Tanker#Größenwachstum).
Die Größe neugebauter Containerschiffe hat seit der Einführung dieses Schiffstyps stark zugenommen (siehe Containerschiff#Technische Entwicklung). Ein 13.000-TEU-Schiff emittiert pro Tonnenkilometer etwa 8 Gramm CO2.

## Rundfunkberichte
- Hermann Vinke: Klimakiller Schiffsverkehr – Wie „Green Shipping“ die Seefahrt verändern soll. Deutschlandfunk – Hintergrund, 25. August 2018